# Minima Moralia
Minima Moralia : réflexions sur la vie mutilée (en allemand : Minima Moralia: Reflexionen aus dem beschädigten Leben) est un livre du philosophe Theodor W. Adorno, rédigé entre 1944 et 1949 et publié en 1951. Dans ce livre, Adorno constitue, à partir de la phénoménologie de la vie quotidienne, une critique du capitalisme en tant que forme de vie. Le titre semble être une allusion à La Grande Morale, ouvrage sur l'éthique supposément attribué à Aristote. 

## Éditions
- (de) Minima Moralia. Reflexionen aus dem beschädigten Leben. Suhrkamp, Berlin/Francfort, 1951.
- (fr) Minima Moralia : réflexions sur la vie mutilée, Payot, 2003, 368 p.,  (ISBN 2228897744). Traduit de l'allemand par Eliane Kaufholz et Jean-René Ladmiral.